# Lista das primeiras escolhas gerais no draft da NBA

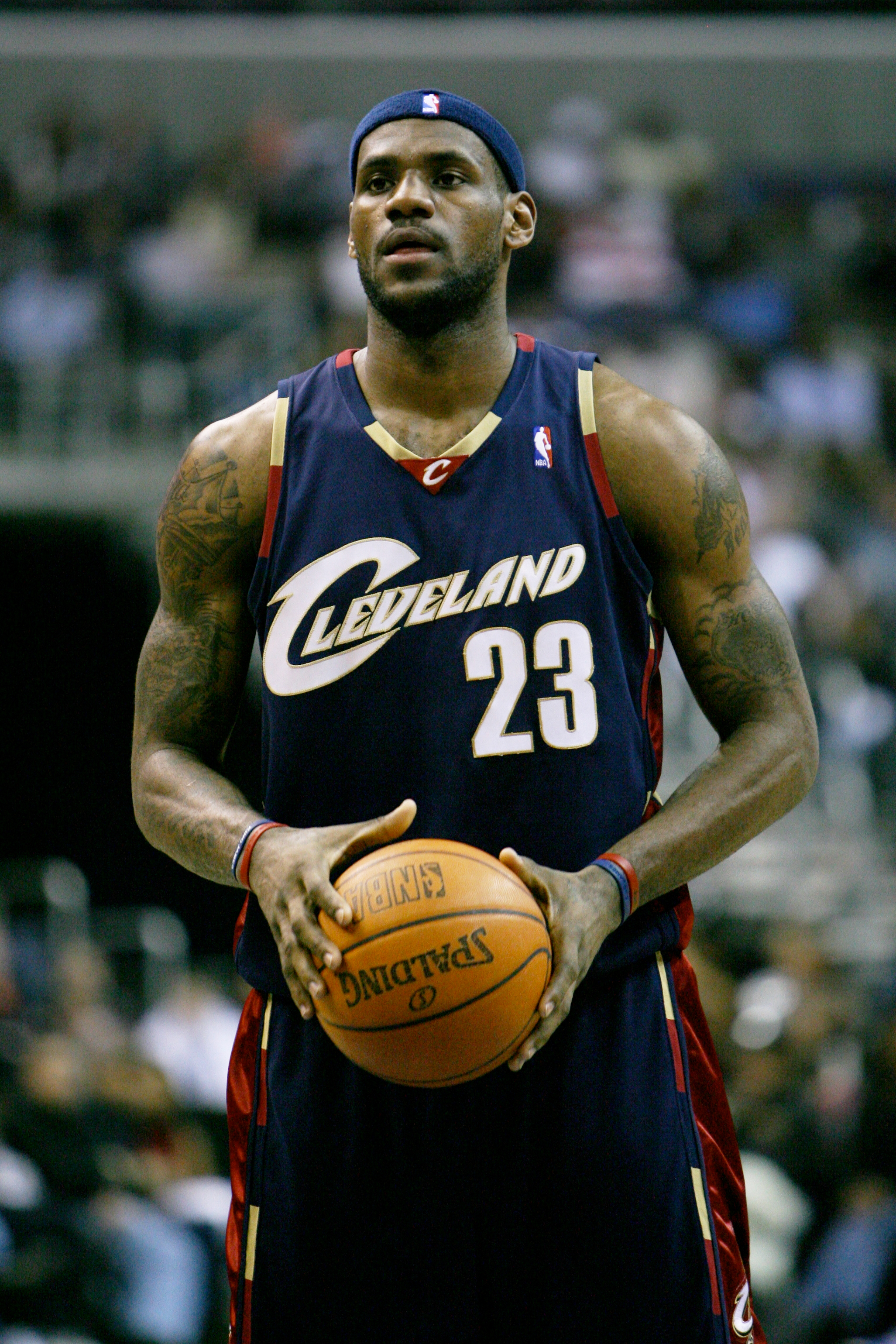
LeBron James, recrutado fora da escola, foi um dos mais esperados na primeira escolha geral do draft.

A primeira escolha geral da National Basketball Association é o jogador escolhido na primeira posição dentre todos os jogadores elegíveis por uma equipe durante o draft anual da National Basketball Association (NBA). A primeira escolha é dada à equipe que vencer a loteria do draft da NBA [en]; antes da introdução da loteria em 1985, a primeira geral era dada à equipe com o pior resultado da liga até 1966. A equipe com a primeira escolha atrai a atenção da mídia significativa, assim como o jogador que é selecionado com essa escolha.
Na última temporada, a primeira escolha foi do San Antonio Spurs, com Victor Wembanyama.
Onze primeiras escolhas já venceram o prêmio de Jogador Mais Valioso da NBA. São eles: Oscar Robertson, Kareem Abdul-Jabbar (recorde de seis vezes vencedor), Bill Walton, Magic Johnson (três vezes vencedor), Hakeem Olajuwon, David Robinson, Shaquille O'Neal, Allen Iverson, Tim Duncan (duas vezes vencedor), LeBron James (quatro vezes vencedor) e Derrick Rose (o mais jovem vencedor).
Desde o advento da loteria do draft em 1985, apenas sete escolhidos como número um geral já conquistaram ao menos um título da NBA. São eles: David Robinson, Shaquille O'Neal, Glenn Robinson, Tim Duncan, LeBron James, Andrew Bogut e Kyrie Irving.
Já o chinês Yao Ming (2002) e o italiano Andrea Bargnani (2006) são os dois únicos jogadores sem experiência competitiva nos Estados Unidos a serem escolhidos na primeira posição geral. Dez outros jogadores internacionais com experiência universitária nos Estados Unidos foram selecionados com a primeira escolha geral – Mychal Thompson (das Bahamas), em 1978; Hakeem Olajuwon (da Nigéria), em 1984; Patrick Ewing (da Jamaica), em 1985; Tim Duncan (das Ilhas Virgens dos Estados Unidos), em 1997; Michael Olowokandi (da Nigéria), em 1998; Andrew Bogut (da Austrália), em 2005; Kyrie Irving (da Austrália), em 2011; Anthony Bennett (do Canadá), em 2013; Andrew Wiggins (do Canadá), em 2014; Karl-Anthony Towns (da República Dominicana), em 2015; e Ben Simmons (da Austrália), em 2016. Duncan é um cidadão norte-americano, mas é considerado jogador "internacional" pela NBA, pela razão de não ter nascido em nenhum dos cinquenta estados ou no distrito de Colúmbia.
Observe que as escolhas entre 1947 e 1949 foram realizadas pela Associação de Basquetebol da América (Basketball Association of America, BAA). No outono de 1949, a Associação de Basquetebol da América foi fundida com a National Basketball League, formando a National Basketball Association (NBA). Estas três primeiras temporadas da BAA são consideradas pela NBA como parte integrante da sua história.

## Legenda
| ^                          | Indica os jogadores que foram selecionados para o Jogo das Estrelas da NBA ou eleitos para um All-NBA Team |
| ^*                         | Indica que os jogadores foram introduzidos no Hall da Fama e também selecionados para o Jogo das Estrelas  |
| Jogador (texto em itálico) | Calouro do Ano                                                                                             |
| PPP                        | Pontos por partida                                                                                         |
| APP                        | Assistências por partida                                                                                   |
| RPP                        | Rebotes por partida                                                                                        |

## Lista das primeiras escolhas gerais
| Draft | Selecionado por         | Jogador            | Nacionalidade   | Posição         | Universidade/escola/ex-clube          | Estatísticas de calouro na NBA | Estatísticas de calouro na NBA | Estatísticas de calouro na NBA | Ref.    |
| Draft | Selecionado por         | Jogador            | Nacionalidade   | Posição         | Universidade/escola/ex-clube          | PPP                            | RPP                            | APP                            | Ref.    |
| ----- | ----------------------- | ------------------ | --------------- | --------------- | ------------------------------------- | ------------------------------ | ------------------------------ | ------------------------------ | ------- |
| 1947  | Pittsburgh Ironmen      | Clifton McNeely    | norte-americano | —               | Texas Wesleyan                        | —                              | —                              | —                              |         |
| 1948  | Providence Steamrollers | Andy Tonkovich     | norte-americano | Armador/Ala     | Marshall                              | 2,6                            | —                              | 0,6                            | [ 7 ]   |
| 1949  | Providence Steamrollers | Howie Shannon      | norte-americano | Pivô            | Estado do Kansas                      | 13,4                           | —                              | 2,3                            | [ 9 ]   |
| 1950  | Boston Celtics          | Charlie Share      | norte-americano | Pivô            | Bowling Green                         | 3,9                            | 5,3                            | 1,0                            | [ 11 ]  |
| 1951  | Baltimore Bullets       | Gene Melchiorre    | norte-americano | Armador         | Bradley                               | —                              | —                              | —                              |         |
| 1952  | Milwaukee Hawks         | Mark Workman       | norte-americano | Pivô            | Virgínia Ocidental                    | 5,1                            | 3,0                            | 0,6                            | [ 15 ]  |
| 1953  | Baltimore Bullets       | Ray Felix^         | norte-americano | Armador/Ala     | Long Island                           | 17,6                           | 13,3                           | 1,1                            | [ 17 ]  |
| 1954  | Baltimore Bullets       | Frank Selvy^       | norte-americano | Ala/Pivô        | Furman                                | 19,0                           | 5,5                            | 3,5                            | [ 18 ]  |
| 1955  | Milwaukee Hawks         | Dick Ricketts      | norte-americano | Armador/Ala     | Duquesne                              | 8,9                            | 7,2                            | 3,0                            | [ 20 ]  |
| 1956  | Rochester Royals        | Sihugo Green       | norte-americano | Armador/Ala     | Duquesne                              | 11,5                           | 5,2                            | 3,6                            | [ 22 ]  |
| 1957  | Cincinnati Royals       | Rod Hundley^       | norte-americano | Armador         | West Virginia                         | 7,0                            | 2,9                            | 1,9                            | [ 23 ]  |
| 1958  | Minneapolis Lakers      | Elgin Baylor^*     | norte-americano | Ala             | Seattle                               | 24,9                           | 15,0                           | 4,1                            | [ 25 ]  |
| 1959  | Cincinnati Royals       | Bob Boozer^        | norte-americano | Ala             | Estado do Kansas                      | 8,4                            | 6,2                            | 1,4                            | [ 27 ]  |
| 1960  | Cincinnati Royals       | Oscar Robertson^*  | norte-americano | Armador/Ala     | Cincinnati                            | 30,5                           | 10,1                           | 9,7                            | [ 28 ]  |
| 1961  | Chicago Packers         | Walt Bellamy^*     | norte-americano | Pivô            | Indiana                               | 31,6                           | 19,0                           | 2,7                            | [ 29 ]  |
| 1962  | Chicago Zephyrs         | Bill McGill        | norte-americano | Ala/Pivô        | Utah                                  | 7,4                            | 2,7                            | 0,6                            | [ 31 ]  |
| 1963  | New York Knicks         | Art Heyman         | norte-americano | Ala/Armador     | Duke                                  | 15,4                           | 4,0                            | 3,4                            | [ 33 ]  |
| 1964  | New York Knicks         | Jim Barnes         | norte-americano | Pivô/Ala        | Texas Western                         | 15,5                           | 9,7                            | 1,2                            | [ 35 ]  |
| 1965  | San Francisco Warriors  | Fred Hetzel        | norte-americano | Ala/Pivô        | Davidson                              | 6,8                            | 5,2                            | 0,5                            | [ 37 ]  |
| 1966  | New York Knicks         | Cazzie Russell^    | norte-americano | Ala/Armador     | Michigan                              | 11,3                           | 3,3                            | 2,4                            | [ 38 ]  |
| 1967  | Detroit Pistons         | Jimmy Walker^      | norte-americano | Armador         | Providence                            | 8,8                            | 1,7                            | 2,8                            | [ 39 ]  |
| 1968  | San Diego Rockets       | Elvin Hayes^*      | norte-americano | Pivô/Ala        | Houston                               | 28,4                           | 17,1                           | 1,4                            | [ 40 ]  |
| 1969  | Milwaukee Bucks         | Lew Alcindor^*     | norte-americano | Pivô            | UCLA                                  | 28,8                           | 14,5                           | 4,1                            | [ 41 ]  |
| 1970  | Detroit Pistons         | Bob Lanier^*       | norte-americano | Pivô            | St. Bonaventure                       | 15,6                           | 8,1                            | 1,8                            | [ 42 ]  |
| 1971  | Cleveland Cavaliers     | Austin Carr^       | norte-americano | Armador         | Notre Dame                            | 21,2                           | 3,5                            | 3,4                            | [ 43 ]  |
| 1972  | Portland Trail Blazers  | LaRue Martin       | norte-americano | Pivô            | Loyola (Illinois)                     | 4,4                            | 4,6                            | 0,5                            | [ 44 ]  |
| 1973  | Philadelphia 76ers      | Doug Collins^      | norte-americano | Armador/Ala     | Illinois State                        | 8,0                            | 1,8                            | 1,6                            | [ 45 ]  |
| 1974  | Portland Trail Blazers  | Bill Walton^*      | norte-americano | Pivô            | UCLA                                  | 12,8                           | 12,6                           | 4,8                            | [ 46 ]  |
| 1975  | Atlanta Hawks           | David Thompson^*   | norte-americano | Ala/Armador     | NC State                              | 26,0                           | 6,3                            | 3,7                            | [ 48 ]  |
| 1976  | Houston Rockets         | John Lucas         | norte-americano | Armador         | Marilândia                            | 11,1                           | 2,7                            | 5,6                            | [ 49 ]  |
| 1977  | Milwaukee Bucks         | Kent Benson        | norte-americano | Pivô            | Indiana                               | 7,7                            | 4,3                            | 1,4                            | [ 50 ]  |
| 1978  | Portland Trail Blazers  | Mychal Thompson    | baamiano        | Ala/Pivô        | Minnesota                             | 14,7                           | 8,3                            | 2,4                            | [ 51 ]  |
| 1979  | Los Angeles Lakers      | Magic Johnson^*    | norte-americano | Armador/Ala     | Estado do Michigan                    | 18,0                           | 7,7                            | 7,3                            | [ 52 ]  |
| 1980  | Golden State Warriors   | Joe Barry Carroll^ | norte-americano | Pivô            | Purdue                                | 18,9                           | 9,3                            | 1,4                            | [ 53 ]  |
| 1981  | Dallas Mavericks        | Mark Aguirre^      | norte-americano | Ala             | DePaul                                | 18,7                           | 4,9                            | 3,2                            | [ 54 ]  |
| 1982  | Los Angeles Lakers      | James Worthy^*     | norte-americano | Ala             | Carolina do Norte                     | 13,4                           | 5,2                            | 1,7                            | [ 55 ]  |
| 1983  | Houston Rockets         | Ralph Sampson^*    | norte-americano | Pivô            | Virgínia                              | 21,0                           | 11,1                           | 2,0                            | [ 56 ]  |
| 1984  | Houston Rockets         | Hakeem Olajuwon^*  | nigeriano       | Pivô            | Houston                               | 20,6                           | 11,9                           | 1,4                            | [ 59 ]  |
| 1985  | New York Knicks         | Patrick Ewing^*    | norte-americano | Pivô            | Georgetown                            | 20,0                           | 9,0                            | 2,0                            | [ 60 ]  |
| 1986  | Cleveland Cavaliers     | Brad Daugherty^    | norte-americano | Pivô            | Carolina do Norte                     | 15,7                           | 8,1                            | 3,8                            | [ 61 ]  |
| 1987  | San Antonio Spurs       | David Robinson^*   | norte-americano | Pivô            | Navy                                  | 24,3                           | 12,0                           | 2,0                            | [ 63 ]  |
| 1988  | Los Angeles Clippers    | Danny Manning^     | norte-americano | Ala             | Kansas                                | 16,7                           | 6,6                            | 3,1                            | [ 64 ]  |
| 1989  | Sacramento Kings        | Pervis Ellison     | norte-americano | Pivô            | Louisville                            | 8,0                            | 5,8                            | 1,9                            | [ 65 ]  |
| 1990  | New Jersey Nets         | Derrick Coleman^   | norte-americano | Ala/Pivô        | Syracuse                              | 18,4                           | 10,3                           | 2,2                            | [ 66 ]  |
| 1991  | Charlotte Hornets       | Larry Johnson^     | norte-americano | Ala             | UNLV                                  | 19,2                           | 11,0                           | 3,6                            | [ 67 ]  |
| 1992  | Orlando Magic           | Shaquille O'Neal^* | norte-americano | Pivô            | LSU                                   | 23,4                           | 13,9                           | 1,9                            | [ 68 ]  |
| 1993  | Orlando Magic           | Chris Webber^      | norte-americano | Ala             | Michigan                              | 17,5                           | 9,1                            | 3,6                            | [ 69 ]  |
| 1994  | Milwaukee Bucks         | Glenn Robinson^    | norte-americano | Ala             | Purdue                                | 21,9                           | 6,4                            | 2,5                            | [ 70 ]  |
| 1995  | Golden State Warriors   | Joe Smith          | norte-americano | Ala             | Marilândia                            | 15,3                           | 8,7                            | 1,0                            | [ 71 ]  |
| 1996  | Philadelphia 76ers      | Allen Iverson^*    | norte-americano | Armador         | Georgetown                            | 23,5                           | 4,1                            | 7,5                            | [ 72 ]  |
| 1997  | San Antonio Spurs       | Tim Duncan^        | norte-americano | Ala/Pivô        | Wake Forest                           | 21,1                           | 11,9                           | 2,7                            | [ 73 ]  |
| 1998  | Los Angeles Clippers    | Michael Olowokandi | nigeriano       | Pivô            | Pacific                               | 8,9                            | 7,9                            | 0,6                            | [ 74 ]  |
| 1999  | Chicago Bulls           | Elton Brand^       | norte-americano | Ala             | Duke                                  | 20,1                           | 10,0                           | 1,9                            | [ 75 ]  |
| 2000  | New Jersey Nets         | Kenyon Martin^     | norte-americano | Ala             | Cincinnati                            | 12,0                           | 7,4                            | 1,9                            | [ 76 ]  |
| 2001  | Washington Wizards      | Kwame Brown        | norte-americano | Pivô            | Glynn Academy HS (Brunswick, Geórgia) | 4,5                            | 3,5                            | 0,8                            | [ 77 ]  |
| 2002  | Houston Rockets         | Yao Ming^*         | chinês          | Pivô            | Shanghai Sharks (China)               | 13,5                           | 8,2                            | 1,7                            | [ 78 ]  |
| 2003  | Cleveland Cavaliers     | LeBron James^      | norte-americano | Ala             | St. Vincent-St. Mary HS (Akron, Ohio) | 20,9                           | 5,5                            | 5,9                            | [ 79 ]  |
| 2004  | Orlando Magic           | Dwight Howard^     | norte-americano | Pivô            | SACA (Atlanta)                        | 12,0                           | 10,0                           | 0,9                            | [ 80 ]  |
| 2005  | Milwaukee Bucks         | Andrew Bogut^      | australiano     | Pivô            | Utah                                  | 9,4                            | 7,0                            | 2,3                            | [ 81 ]  |
| 2006  | Toronto Raptors         | Andrea Bargnani    | italiano        | Ala/Pivô        | Benetton Treviso (Itália)             | 11,6                           | 3,9                            | 0,8                            | [ 82 ]  |
| 2007  | Portland Trail Blazers  | Greg Oden          | norte-americano | Pivô            | Estado de Ohio                        | 8,9                            | 7,0                            | 0,5                            | [ 84 ]  |
| 2008  | Chicago Bulls           | Derrick Rose^      | norte-americano | Armador         | Memphis                               | 16,8                           | 3,9                            | 6,3                            | [ 85 ]  |
| 2009  | Los Angeles Clippers    | Blake Griffin^     | norte-americano | Ala             | Oklahoma                              | 22,5                           | 12,1                           | 3,8                            | [ 87 ]  |
| 2010  | Washington Wizards      | John Wall^         | norte-americano | Armador         | Kentucky                              | 16,4                           | 4,6                            | 8,3                            | [ 88 ]  |
| 2011  | Cleveland Cavaliers     | Kyrie Irving^      | norte-americano | Armador         | Duke                                  | 18,5                           | 3,7                            | 5,4                            | [ 89 ]  |
| 2012  | New Orleans Hornets     | Anthony Davis^     | norte-americano | Ala/Pivô        | Kentucky                              | 13,5                           | 8,2                            | 1,0                            | [ 90 ]  |
| 2013  | Cleveland Cavaliers     | Anthony Bennett    | canadense       | Ala             | UNLV                                  | 4,2                            | 3,0                            | 0,3                            | [ 91 ]  |
| 2014  | Cleveland Cavaliers     | Andrew Wiggins     | canadense       | Ala/Armador     | Kansas                                | 16,9                           | 4,6                            | 2,1                            | [ 92 ]  |
| 2015  | Minnesota Timberwolves  | Karl-Anthony Towns | dominicano      | Pivô            | Kentucky                              | 18,3                           | 10,4                           | 2,0                            | [ 93 ]  |
| 2016  | Philadelphia 76ers      | Ben Simmons        | australiano     | Ala             | LSU                                   | 15,8                           | 8,1                            | 8,2                            | [ 94 ]  |
| 2017  | Philadelphia 76ers      | Markelle Fultz     | norte-americano | Armador         | Washington                            | 7,1                            | 3,1                            | 3,8                            | [ 95 ]  |
| 2018  | Phoenix Suns            | DeAndre Ayton      | norte-americano | Ala-pivô        | Arizona                               | 16,3                           | 10,3                           | 1,8                            | [ 96 ]  |
| 2019  | New Orleans Pelicans    | Zion Williamson    | norte-americano | Ala-pivô        | Duke                                  | 22,5                           | 6,2                            | 2,1                            | [ 97 ]  |
| 2020  | Minnesota Timberwolves  | Anthony Edwards    | norte-americano | Ala-armador     | Georgia                               | 19,3                           | 4,7                            | 2,9                            | [ 98 ]  |
| 2021  | Detroit Pistons         | Cade Cunningham    | norte-americano | Armador         | Oklahoma State                        | 17,4                           | 5,5                            | 5,6                            | [ 99 ]  |
| 2022  | Orlando Magic           | Paolo Banchero     | Ítalo-americano | Ala-pivô        | Duke                                  | 20,0                           | 6,9                            | 3,7                            | [ 100 ] |
| 2023  | San Antonio Spurs       | Victor Wembanyama  | francês         | Ala-pivô / Pivô | Metropolitans 92                      | 21,4                           | 10,6                           | 3,9                            | [ 101 ] |
| 2024  | Atlanta Hawks           | Zaccharie Risacher | francês         | Ala             | JL Bourg Basket                       | 12,6                           | 3,6                            | 1,2                            | [ 102 ] |
| 2025  | Dallas Mavericks        | Cooper Flagg       | norte-americano | Ala-Pivô        | Duke                                  | TBA                            | TBA                            | TBA                            | [ 103 ] |